# 마르그리트 당주 공녀
앙주의 마거릿(Marguerite d'Anjou, 1430년 3월 23일~1482년 8월 25일)는 랭커스터 왕가의 국왕 헨리 6세의 아내이다. 발루아-앙주 가문의 로렌 영지에서 나폴리 국왕 르네 1세와 로렌 여공작 이사벨라 사이에서 차녀로 출생하여 영국 국왕 헨리 6세와 혼인한 뒤 1445년에서 1461년, 이후 1470년에서 1471년간 영국의 왕비로 재임하였다. 헨리 6세가 프랑스 국왕으로 자처한 1445년에서 1453년간은 프랑스 왕비로도 불렸다.
1453년 이후 헨리 6세가 신경쇠약 증세를 보이며 국왕으로서의 직무를 이행하지 못하는 처지에 놓이자 남편을 대리하여 국정을 운영하였다. 1455년 장미 전쟁이 발발한 후에는 병약한 남편과 어린 아들을 대신해 랭커스터 세력의 수장이 되어 요크 세력인 요크 공작 리처드 플랜태저넷, 에드워드 4세 등과 격돌하였다. 1460년 웨이크필드 전투에서 리처드 플랜태저넷을 전사시키고 1470년 제16대 워릭 백작 리처드 네빌과 힘을 합쳐 에드워드 4세에게 빼앗긴 왕위를 되찾는 등 공을 세웠으나 1471년 최후의 전투인 튜크스베리 전투에서 대패하고 아들이자 후계자인 웨스트민스터의 에드워드가 살해당하였으며 본인도 요크 왕가의 포로가 되었다. 1475년 친척인 프랑스 국왕 루이 11세의 힘으로 풀려나 프랑스로 되돌아간 뒤 1482년 사망하였다.

## 참고 문헌
- Abbott, Jacob (2004). 《History of Margaret of Anjou, Queen of Henry VI of England》. Reproduction of 1871 text by Kessinger Press.